# Bobbie Friberg da Cruz
Bobbie Friberg José Da Cruz (Göteborg, 16 febbraio 1982) è un allenatore di calcio e calciatore svedese, difensore dello Stockholm Södra.

## Biografia
Possiede il passaporto capoverdiano. Ha un fratello minore chiamato Johan, anch'egli calciatore, che ha disputato 17 partite in Allsvenskan tra il 2005 e il 2007 con la maglia del GAIS quando ancora era in squadra con Bobbie.

## Carriera

### Club

#### GAIS
Friberg da Cruz cominciò la carriera con la maglia del GAIS, esordendo in campionato nella Superettan 2001. A fine stagione, il club retrocesse in terza serie, ma riconquistò la promozione in Superettan al termine della stagione 2003. Nel 2005, il GAIS salì ulteriormente e conquistò un posto nell'Allsvenskan. Il difensore poté così debuttare nella massima divisione svedese in data 1º aprile 2006, quando fu titolare nella vittoria per 2-0 sullo Örgryte. Nel giugno 2008 fu ufficializzato il suo approdo nel campionato danese, il quale però avvenne solo nel gennaio seguente, una volta raggiunta la scadenza contrattuale con il GAIS.

#### Randers e Kongsvinger
Fu dunque ingaggiato dai danesi del Randers con un contratto quadriennale. Il 1º marzo 2009, disputò il suo primo incontro nella Superligaen: fu schierato in campo nel successo per 1-2 in casa dell'Aarhus. Giocò 17 partite di campionato in un anno e mezzo. Nel gennaio 2010 passò ai norvegesi del Kongsvinger con la formula del prestito. Debuttò nella Tippeligaen il 14 marzo, nella sconfitta per 2-0 in casa dello Strømsgodset.

#### Norrköping
Terminato il prestito al Kongsvinger, Friberg da Cruz fu acquisito dall'IFK Norrköping. Esordì con questa maglia il 3 aprile 2011, nella vittoria per 2-0 contro la sua ex squadra del GAIS. Con due cartellini rossi ricevuti, fu il giocatore più espulso di quel campionato. Al termine dei tre anni di contratto, è diventato svincolato.

#### Mariehamn
Nel 2014, passò all'IFK Mariehamn, squadra dell'omonima cittadina di madrelingua svedese ma militante nel campionato finlandese. Il suo contratto annuale fu poi rinnovato per due volte, rimanendo in rosa fino al termine della Veikkausliiga 2017. Durante questo periodo, fece parte della squadra che nel 2016 vinse il primo titolo nazionale nella storia del club.

#### Inizi da allenatore
In vista della stagione 2018, incerto se continuare a giocare o se iniziare la carriera di allenatore, divenne tecnico dell'Assyriska BK, squadra di Göteborg che era reduce da una retrocessione nella quarta serie nazionale. A fine campionato, concluso al settimo posto, lasciò l'incarico ma dichiarò di voler continuare ad allenare.
Nell'aprile del 2020 tornò a firmare un contratto nelle vesti di calciatore con l'ingaggio da parte dell'FC Nacka Iliria, club con sede in un sobborgo di Stoccolma, militante nel sesto livello del calcio svedese.

## Palmarès

### Club
- Veikkausliiga: 1

IFK Mariehamn: 2016
- Suomen Cup: 1

IFK Mariehamn: 2015